# Time Flies (Billy Ray Cyrus)
Time Flies è il settimo album in studio del cantante statunitense Billy Ray Cyrus, pubblicato nel 2003.

## Tracce
1. What Else Is There
2. Bread Alone
3. The Way It Is
4. She Don't Love Me (She Don't Hate Me)
5. Time Flies
6. I Luv Ya
7. I Still Believe
8. Without You
9. Hard to Leave
10. Nobody
11. Tell Me
12. Close to Gone
13. Stand Still
14. Back to Memphis
15. Some Gave All (Acoustic version)